# Flin
Flin é uma comuna francesa na região administrativa de Grande Leste, no departamento de Meurthe-et-Moselle. Estende-se por uma área de 11,64 km². Em 2010 a comuna tinha 391 habitantes (densidade: 33,6 hab./km²).